# 西濃医療生活協同組合
西濃医療生活協同組合（せいのういりょうせいかつきょうどうくみあい）は、岐阜県大垣市久徳町に本部を置く医療生協である。
全日本民主医療機関連合会(民医連)加盟法人。

## 沿革
- 1999年 - 生協診療所づくりの運動が始まる
- 2001年6月 - 岐阜県知事認可 西濃医療生協設立
- 2002年10月 - 「しずさと診療所」開設
- 2006年1月 - 桧町に「認知症対応型デイサービス」開設
- 2007年10月 - 訪問看護ステーション 開設
- 2011年11月 - 介護センターしずさと 開設

## 組合員数・出資金
- 組合員数：4,238人(2020年4月末日現在)[1]
- 出資金：1億6162万円(2020年4月末日現在)[1]

## 医科診療所
- しずさと診療所 - 大垣市久徳町153-1
  - 標榜診療科：内科 外科 整形外科 リハビリテーション科 [2]
  - 在宅療養支援診療所[2]
  - 通院困難な組合員への送迎ボランティア活動を行っている[3]。

## 介護事業所
- デイサービスひのき - 大垣市桧町706
- しずさと介護支援センター（居宅介護支援） - 大垣市桧町1452
- しずさと訪問看護ステーション - 大垣市桧町1452
- しずさとショートステイ - 大垣市桧町1452